# Ksutos
Ksutos (gr. Ξοῦθος) –  syn nimfy Orseis i Hellena, mitycznego protoplasty Greków. 
Hellen władał w okolicy gdzie osiedlili się po potopie Deukalion i Pyrra. Następcą jego był Eol. Pozostali synowie Hellena opuścili kraj i osiedlili się w innych krainach Grecji. Ksutos przybył do Attyki, gdzie poślubił córkę króla Erechteusa, Kreusę; synowie ich, Аchajos i Ion, mieli być protoplastami Achajów i Jonów.